# Honda Stream
Honda Stream – samochód osobowy typu minivan produkowany przez koncern Honda od 2000 roku. Od 2007 roku produkowana jest druga generacja modelu. Model nigdy nie był oferowany w Polsce.

## Honda Stream I
Honda Stream I zadebiutowała po raz pierwszy podczas targów motoryzacyjnych w Tokio w 2000 roku. Pojazd bazuje na siódmej generacji modelu Civic. Model był jednym z pierwszych konkurentów Mazdy Premacy. Sprzedawano go w Azji i w niektórych krajach Europy, m.in. w Wielkiej Brytanii, w Niemczech, we Francji, w Czechach oraz w Rosji. 

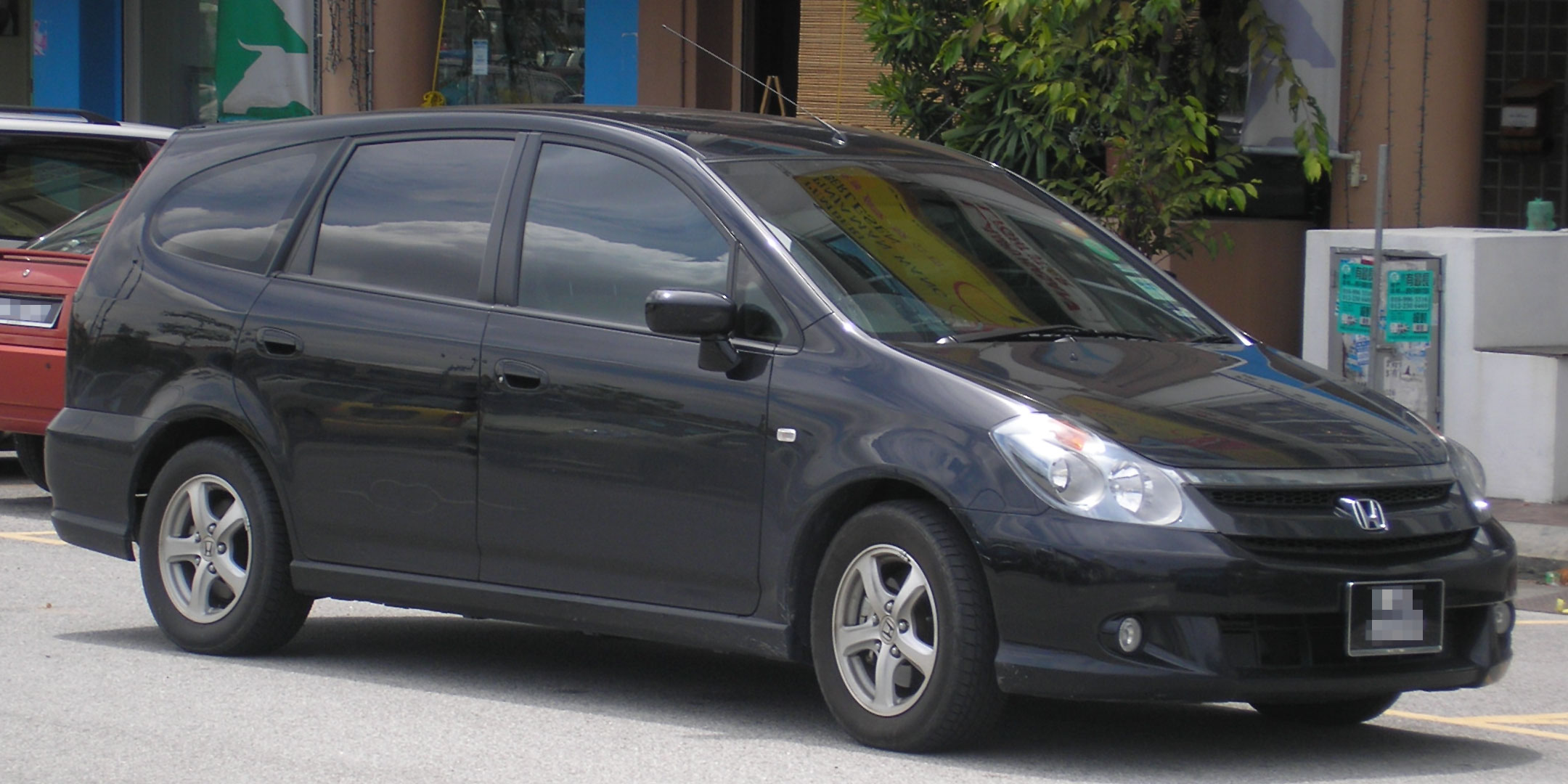
Honda Stream I po liftingu

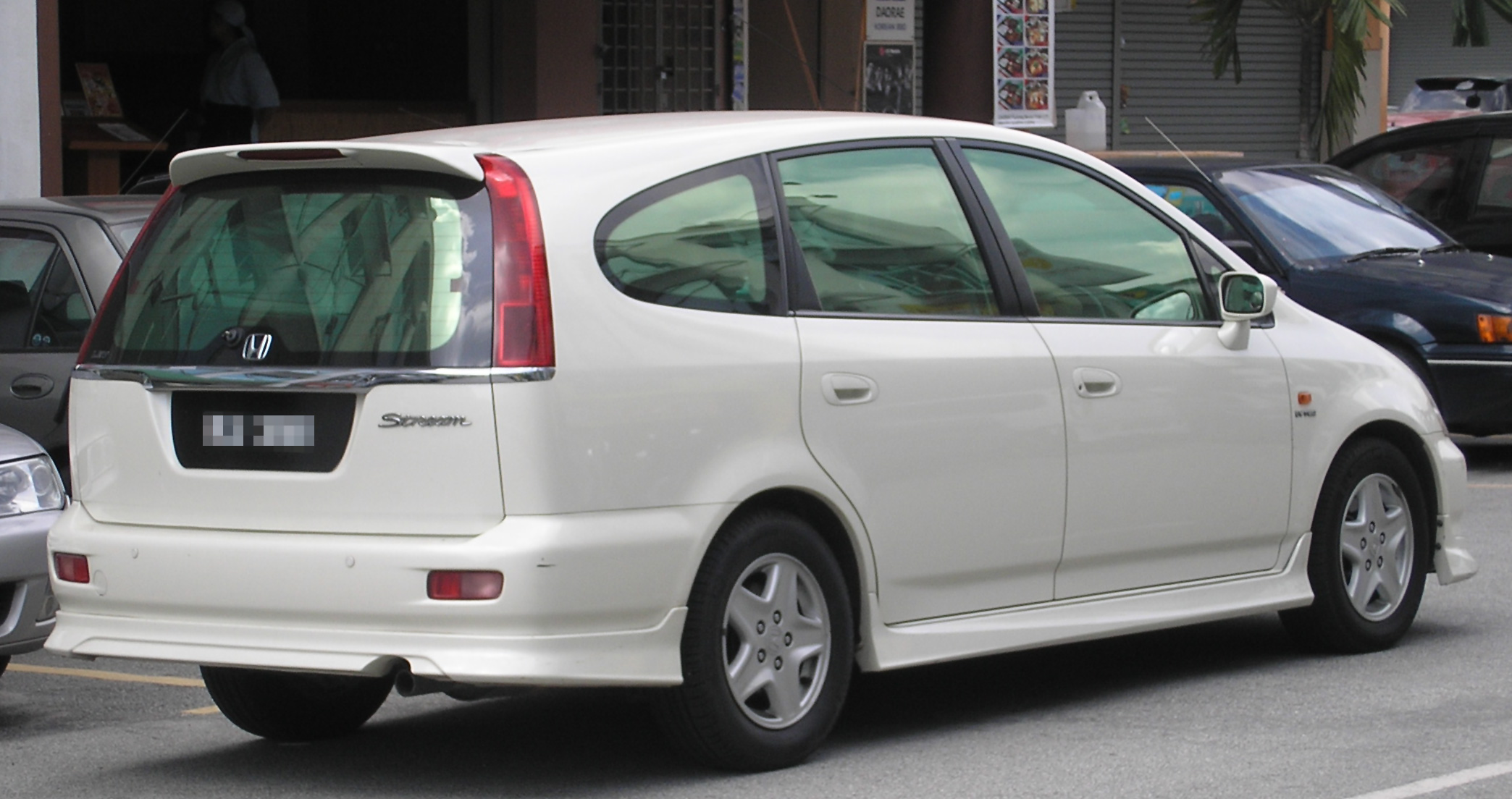
Tył Stream I przed liftingiem

W 2001 roku pojazd wziął udział w testach zderzeniowych Euro NCAP w których otrzymał 4 gwiazdki. Testowany pojazd wyposażony był w dwie przednie i boczne poduszki powietrzne, napinacze i ograniczniki siły napięcia pasów bezpieczeństwa, ABS z EBD oraz urządzenie wspomagające hamowanie. 
W 2003 roku zaprezentowano zmodernizowaną wersję Streama. Zmiany widoczne były głównie z przodu pojazdu: zmieniono reflektory, atrapę chłodnicy oraz zderzak. We wnętrzu poprawiono jakość materiałów oraz zmieniono kolorystykę. Zmieniono wygląd tylnych lamp.

## Honda Stream II
Honda Stream II po raz pierwszy została zaprezentowana w 2006 roku podczas targów motoryzacyjnych w Tokio. Sprzedaż tym razem jest prowadzona wyłącznie w Azji.

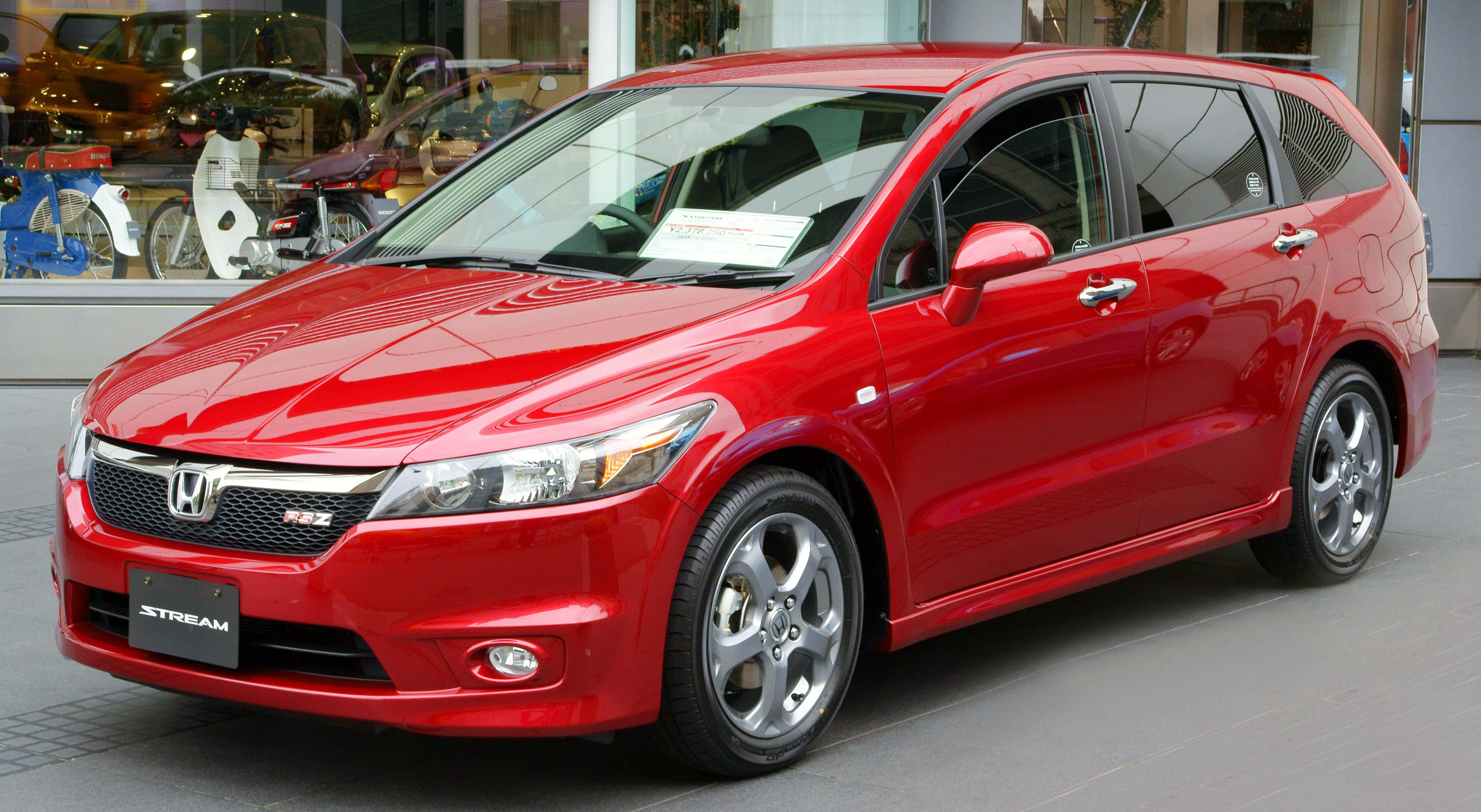
Honda Stream II po liftingu

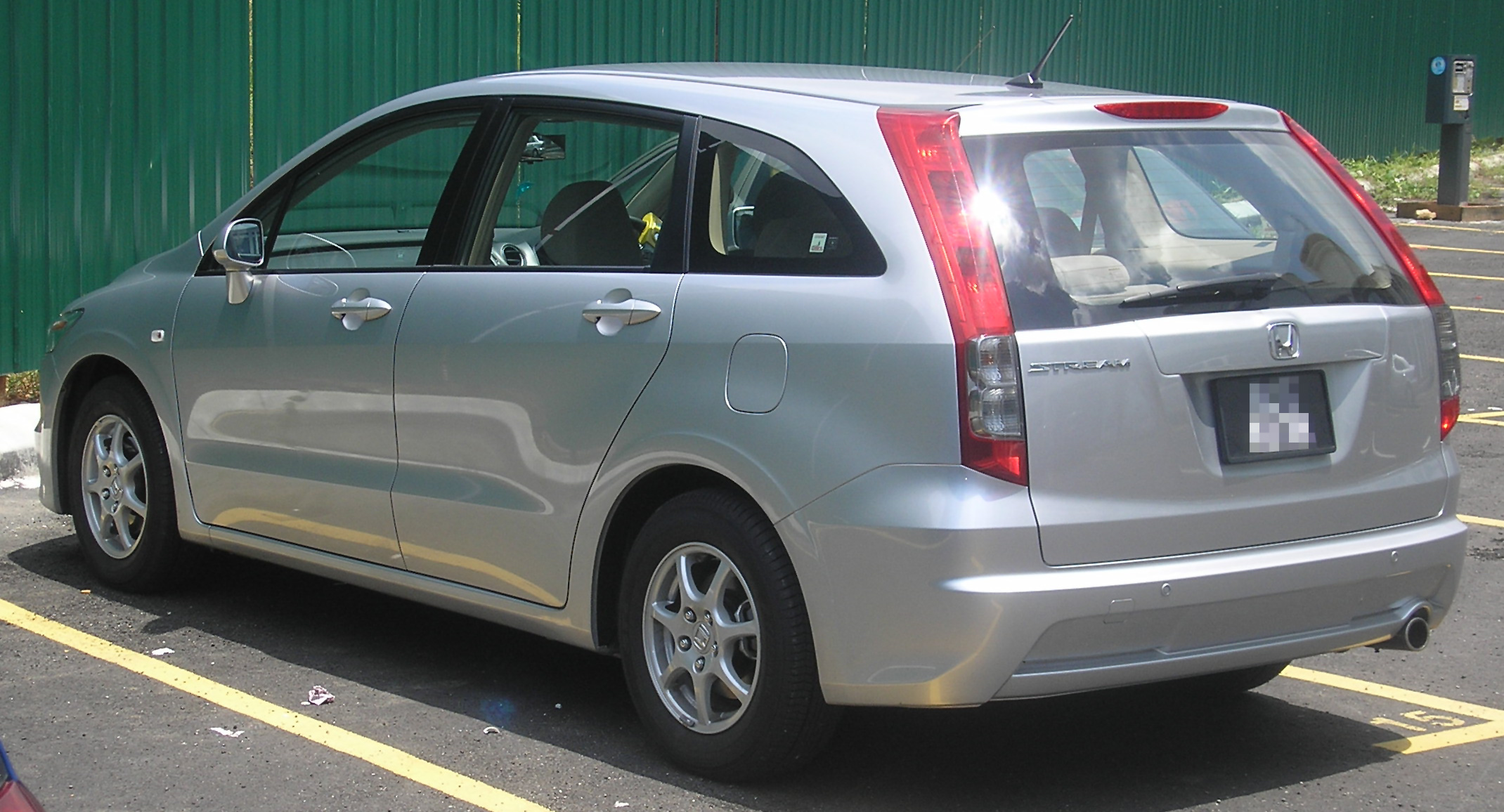
Tył Stream II RSZ przed liftingiem

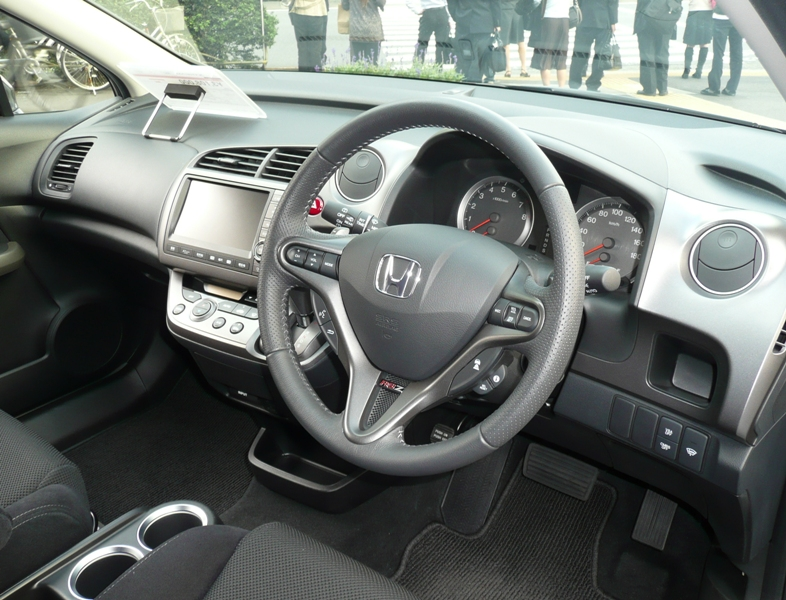
Wnętrze

Model wyróżnia się sportową stylizacją nadwozia. W 2009 roku przeprowadzono face lifting modelu.
Wersje wyposażeniowe:
- RS-Z
- TS
- ZS